# ВЕС Кірноджень
ВЕС Кірноджень — вітрова електростанція в Румунії у повіті Констанца.
Майданчик для станції обрали на сході країни у регіоні Добруджа, відомому своїми сильними вітрами. Її будівництво розпочалось у 2013-му, а наступного року тут ввели в експлуатацію 32 вітрові турбіни німецької компанії Nordex типу N90/2500 із одиничною потужністю 2,5 МВт та діаметром ротора 90 метрів.